# ADO in het seizoen 1965/66
Het seizoen 1965/1966 was het 12e jaar in het bestaan van de Haagse betaaldvoetbalclub ADO. De club kwam uit in de Eredivisie en eindigde daarin op de derde plaats. Tevens deed de club mee aan het toernooi om de KNVB Beker, hierin werd in de finale verloren van Sparta (0–1).

## Wedstrijdstatistieken

### Eredivisie
|       | Ajax  | DOS   | DWS   | Elinkwijk | Feijenoord | Fortuna '54 | Go Ahead | GVAV  | Heracles | MVV   | PSV   | Sparta | Telstar | FC Twente '65 | Willem II |
| ----- | ----- | ----- | ----- | --------- | ---------- | ----------- | -------- | ----- | -------- | ----- | ----- | ------ | ------- | ------------- | --------- |
| Thuis | 2 – 3 | 4 – 0 | 2 – 0 | 5 – 1     | 2 – 1      | 1 – 1       | 4 – 0    | 0 – 0 | 2 – 2    | 4 – 0 | 1 – 3 | 2 – 2  | 4 – 2   | 4 – 1         | 4 – 0     |
| Uit   | 5 – 1 | 0 – 7 | 2 – 1 | 1 – 1     | 3 – 1      | 2 – 1       | 0 – 1    | 1 – 1 | 2 – 2    | 0 – 3 | 3 – 5 | 0 – 4  | 2 – 2   | 0 – 0         | 0 – 1     |

### KNVB Beker
| Groepsfase                                           | ADO                                                                    | 4 – 1 (2 – 1) | Fortuna                                                                   |
| 19 september 1965 Plaats: Den Haag Zuiderparkstadion | Frans van der Graaf 8' Aad Mansveld 18' (pen.) Piet van Miert 65', 89' |               | 12' (e.d.) Lambert Maassen                                                |
| Groepsfase                                           | Holland Sport                                                          | 2 – 4 (1 – 2) | ADO                                                                       |
| 7 november 1965 Plaats: Den Haag Houtrust            | Ben Roode 44' Jaap van den Berg 59'                                    |               | 7' Piet van Miert 29' Piet de Zoete 69' Martin Woltman 85' Harrie Heijnen |
| Groepsfase                                           | ADO                                                                    | 2 – 1 (1 – 1) | DHC                                                                       |
| 2 januari 1966 Plaats: Den Haag Zuiderparkstadion    | Piet de Zoete 26' Piet van Miert 60'                                   |               | 27' Wienus Schook                                                         |
| 2e ronde                                             | DOS                                                                    | 3 – 4 (3 – 3) | ADO                                                                       |
| 2 maart 1966 Plaats: Utrecht Galgenwaard             | Sietze de Vries 21' Tonny van der Linden 28' Eddy Achterberg 41'       |               | 2' Kees Aarts 18' Lambert Maassen 35', 75' Piet van Miert                 |
| Kwartfinale                                          | NAC                                                                    | 1 – 3 (1 – 1) | ADO                                                                       |
| 21 april 1966 Plaats: Breda Beatrixstraat            | Tomislav Kaloperović 35' (pen.)                                        |               | 9' Lambert Maassen 46' Harrie Heijnen 54' Kees Aarts                      |
| Halve finale                                         | Go Ahead                                                               | 2 – 4 (1 – 4) | ADO                                                                       |
| 12 mei 1966 Plaats: Utrecht Galgenwaard              | Cor Adelaar 11' Gerrit Niehaus 62'                                     |               | 17', 38' Harrie Heijnen 42' (pen.), 44' Kees Aarts                        |
| Finale                                               | Sparta                                                                 | 1 – 0 (0 – 0) | ADO                                                                       |
| 25 mei 1966 Plaats: Rotterdam Stadion Feijenoord     | Ole Madsen 60'                                                         |               |                                                                           |

### International Football Cup
| Groep A1                                          | FC Lugano                                 | 3 – 0 (1 – 0)    | ADO                                                        |
| 19 juni 1965 Plaats: Lugano Stadio di Cornaredo   | Vincenzo Brenna 6', 83' Franco Mungai 70' | Wedstrijdverslag |                                                            |
| Groep A1                                          | ADO                                       | 2 – 1 (1 – 1)    | Borussia VfB Neunkirchen                                   |
| 26 juni 1965 Plaats: Den Haag Zuiderparkstadion   | Lambert Maassen 29' Henk Houwaart 48'     | Wedstrijdverslag | 37' Günter Heiden                                          |
| Groep A1                                          | Malmö FF                                  | 2 – 1 (0 – 0)    | ADO                                                        |
| 4 juli 1965 Plaats: Malmö Malmö Stadion           | Lars Granström 52' Bo Larsson 62'         | Wedstrijdverslag | 67' René Pas                                               |
| Groep A1                                          | ADO                                       | 1 – 1 (0 – 1)    | Malmö FF                                                   |
| 10 juli 1965 Plaats: Den Haag Zuiderparkstadion   | René Pas 77'                              | Wedstrijdverslag | 12' Bo Larsson                                             |
| Groep A1                                          | Borussia VfB Neunkirchen                  | 0 – 3 (0 – 2)    | ADO                                                        |
| 16 juli 1965 Plaats: Neunkirchen Ellenfeldstadion |                                           | Wedstrijdverslag | 28' Piet de Zoete 38' Henk Houwaart 75' Theo van der Burch |
| Groep A1                                          | ADO                                       | 0 – 2 (0 – 0)    | FC Lugano                                                  |
| 23 juli 1965 Plaats: Den Haag Zuiderparkstadion   |                                           | Wedstrijdverslag | 60' Vincenzo Brenna 75' Franco Mungai                      |

## Statistieken ADO 1965/1966

### Eindstand ADO in de Nederlandse Eredivisie 1965 / 1966
| Stand | Gespeeld | Gewonnen | Gelijk | Verloren | Punten | Doelpunten voor | Doelpunten tegen |
| ----- | -------- | -------- | ------ | -------- | ------ | --------------- | ---------------- |
| 3e    | 30       | 15       | 9      | 6        | 39     | 72              | 37               |

### Topscorers
| #                 | Naam              | Goal |
| ----------------- | ----------------- | ---- |
| 1.                | Kees Aarts        | 16   |
| 1.                | Piet van Miert    | 16   |
| 3.                | Harrie Heijnen    | 15   |
| 4.                | Lambert Maassen   | 13   |
| 5.                | Henk Houwaart     | 5    |
| 6.                | Piet de Zoete     | 3    |
| 7.                | Joop Jochems      | 1    |
| 7.                | Freek van der Lee | 1    |
| 7.                | Aad Mansveld      | 1    |
| Onbekend doelpunt |                   |      |
| –                 | Onbekend          | 1    |
| Totaal            | Totaal            | 72   |

| #      | Naam                | Goal |
| ------ | ------------------- | ---- |
| 1.     | Piet van Miert      | 6    |
| 2.     | Kees Aarts          | 4    |
| 2.     | Harrie Heijnen      | 4    |
| 4.     | Lambert Maassen     | 2    |
| 4.     | Piet de Zoete       | 2    |
| 6.     | Frans van der Graaf | 1    |
| 6.     | Aad Mansveld        | 1    |
| 6.     | Martin Woltman      | 1    |
| Totaal | Totaal              | 21   |

| #      | Naam               | Goal |
| ------ | ------------------ | ---- |
| 1.     | Henk Houwaart      | 2    |
| 1.     | René Pas           | 2    |
| 3.     | Theo van der Burch | 1    |
| 3.     | Lambert Maassen    | 1    |
| 3.     | Piet de Zoete      | 1    |
| Totaal | Totaal             | 7    |

## Voetnoten
ADO ·
Ajax ·
DOS ·
DWS ·
Elinkwijk ·
Feijenoord ·
Fortuna '54 ·
Go Ahead ·
GVAV ·
Heracles ·
MVV ·
PSV ·
Sparta ·
Telstar ·
FC Twente '65 ·
Willem II